# Saison 11 de Famille d'accueil
Chronologie
Saison 10 Saison 12
Cet article présente les épisodes de la onzième saison de la série télévisée française Famille d'accueil (2001-2016).

## Distribution

### Acteurs principaux
- Virginie Lemoine : Marion Ferrière
- Christian Charmetant : Daniel Ferrière
- Lucie Barret : Charlotte Ferrière
- Samantha Rénier : Juliette Ferrière
- Smaïl Mekki : Khaled
- Doriane Louisy Louis-Joseph : Louise Ferrière
- Antoine Ferey : Tim Ferrière
- Firmine Richard : Marguerite

### Acteurs récurrents
- Benjamin Tholozan : Tancrède, petit ami de Charlotte Ferrière
- Jules Sadoughi : Akecheta  épisodes 1 à 4
- Emma Colberti : Céline Vallier, maire de Thésac et petite amie de Juliette Ferrière
- Axelle Abbadie : Madame Vallier, mère de Céline Vallier (épisodes 3 à 10)
- Ophélie Bazillou : Clara, sœur présumée de Marion (épisodes 6 à 10)
- Jean-Claude de Goros : Georges, père de Marion (épisodes 7 à 10)

## Épisodes

### Épisode 1:Akecheta
- France : mardi 19 février 2013 sur France 3

- Jules Sadoughi (Akecheta/Sébastien)
- Elsa Lunghini (Marie Freyssinet/Solenne)
- Samantha Markowic (Bénédicte)
- Jean Cordier (médecin Akécheta)
- Angélique Baudrin (strip-teaseuse)
- Philippe Creypeau (professeur au lycée)

### Épisode 2:Faux Semblant
- France : mardi 19 février 2013 sur France 3

- Mathilde Lebrequier (Aurélia)
- Pierre-Arnaud Juin (Guillaume Cassetti)
- Charlotte Hoepffner (Chloé)
- Agathe Bouissières (Clarisse)
- Cécile Sanz Alba (Stéphanie)
- Béatriace Aragones (Karine)
- Florian Dahan (Axel)
- Frédérique Marlot (Jal Chloé)

### Épisode 3:Justice(1repartie)
- France : mardi 26 février 2013 sur France 3

- Lucien Belvès (Marcus Leroy)
- Lucas Renault (Jules Davy)
- Lola Picault (Ophélie Leroy)
- Frédérique Marlot (Viviane Leroy)
- Patrick Hauthier (Adrien Leroy)
- Ludmila Ruoso (Caroline Davy)
- Franck Gourlat (Antoine Davy)
- Noé Nijenhuis (Abel)
- Léa Gudefin (Flore)

### Épisode 4:Justice (2epartie)
- France : mardi 26 février 2013 sur France 3

- Lucien Belvès (Marcus Leroy)
- Lucas Renault (Jules Davy)
- Lola Picault (Ophélie Leroy)
- Frédérique Marlot (Viviane Leroy)
- Patrick Hauthier (Adrien Leroy)
- Ludmila Ruoso (Caroline Davy)
- Franck Gourlat (Antoine Davy)
- Alain Raimond (capitaine Domal)
- Gaëtan Pezard (chef de la CRS)
- Georges Berdot (clochard)
- Delphine Vialanet (journaliste TV)
- Marilou Foll (Mme Jadis)

### Épisode 5:Prête à tout
- France : mardi 05 mars 2013 sur France 3

- Camille Lacrelet (Safi)
- Youssef Hamid (Brahim)
- Paul-Adrien Ferré (Raphaël)
- Issame Chayle (Rocco)

### Épisode 6:Le Jugement de Salomon
- France : mardi 05 mars 2013 sur France 3

- Jean-Baptiste Fonck (Stan)
- Raphaëlle Cambray (Anne Corday)
- Julien Carafo (Pérez)
- Blandine Lenoir (Mme Pérez)
- Sophie Vaslot (mère d'accueil)
- Florian Guérineau  (axel)
- Pascal Labadie (employé du Conseil général)
- Séam Zaaboub (Camélia)
- Maria Buijtenhuijs (Chloé)

### Épisode 7:Le Choix de Justine
- France : mardi 12 mars 2013 sur France 3

- Jean-Claude de Goros (Georges)
- Julia Burgun (Justine)
- Marie Piton (Valérie)
- Julien Sabatie-Ancora (Vincent)
- Baptiste Pourcel (Max)
- Stéphane Blancafort (Paolo)
- Olivia Lancelot (femme de Georges)
- Alex Mak (FX)
- Nathalie Cannet (gynécologue de Justine)
- Laura Luna (Rosalie)

### Épisode 8:Sauvageon
- France : mardi 12 mars 2013 sur France 3

- Louis Dussol (Anthony)
- Philippe Llehan (Ged)
- Frédérique Papalia (Titou)
- Elise Berthelier (Tania)
- Jean-Samuel Lécrivain (Skin)

### Épisode 9:Alléluia!
- France : mardi 19 mars 2013 sur France 3

- Lucas Mercier (Fredo)
- Patrick Mazet (Étienne)
- Mathilde Lebrequier (Aurélia)
- Thomas Cassan (Gauvain)
- Lola Beaujard (Fleur)
- Danièle Claverie (Mme Nivelle)

### Épisode 10:Mémoire sélective
- France : mardi 19 mars 2013 sur France 3

- Camille Fernandes (Camille)
- Adelaïde Bon (Sylvie Chastaing)
- Catherine Davenier  (Françoise)
- Christian Loustau (professeur du SERF)
- Youssef Diawara (inspecteur N'Diaye)
- Sébastien Perez (recruteur Krat)
- Sébastien Boissavit (policier à la gare)
- Philippe Caulier (passant à la mairie)
- Pascal Cagnato (journaliste du débat TV)
- Sandrine Papain (chroniqueur du débat TV)

### Épisode 11:Le Pays d'où je viens(1repartie)
- France : mardi 26 mars 2013 sur France 3

- Damien Jouillerot (Eddy)

### Épisode 12:Le Pays d'où je viens(2epartie)
- France : mardi 26 mars 2013 sur France 3

- France : 3,200 millions de téléspectateurs soit 11,5 % des parts d'audiences

- Damien Jouillerot (Eddy)